# Lipiny (wieś w powiecie włocławskim)
Lipiny – wieś w Polsce, położona w województwie kujawsko-pomorskim, w powiecie włocławskim, w gminie Brześć Kujawski.
W latach 1975–1998 miejscowość należała administracyjnie do województwa włocławskiego.
1871 r. – folwark dóbr wienieckich, należących do Kronenbergów.
Zobacz też: Lipiny (osada leśna)